# Filaretto

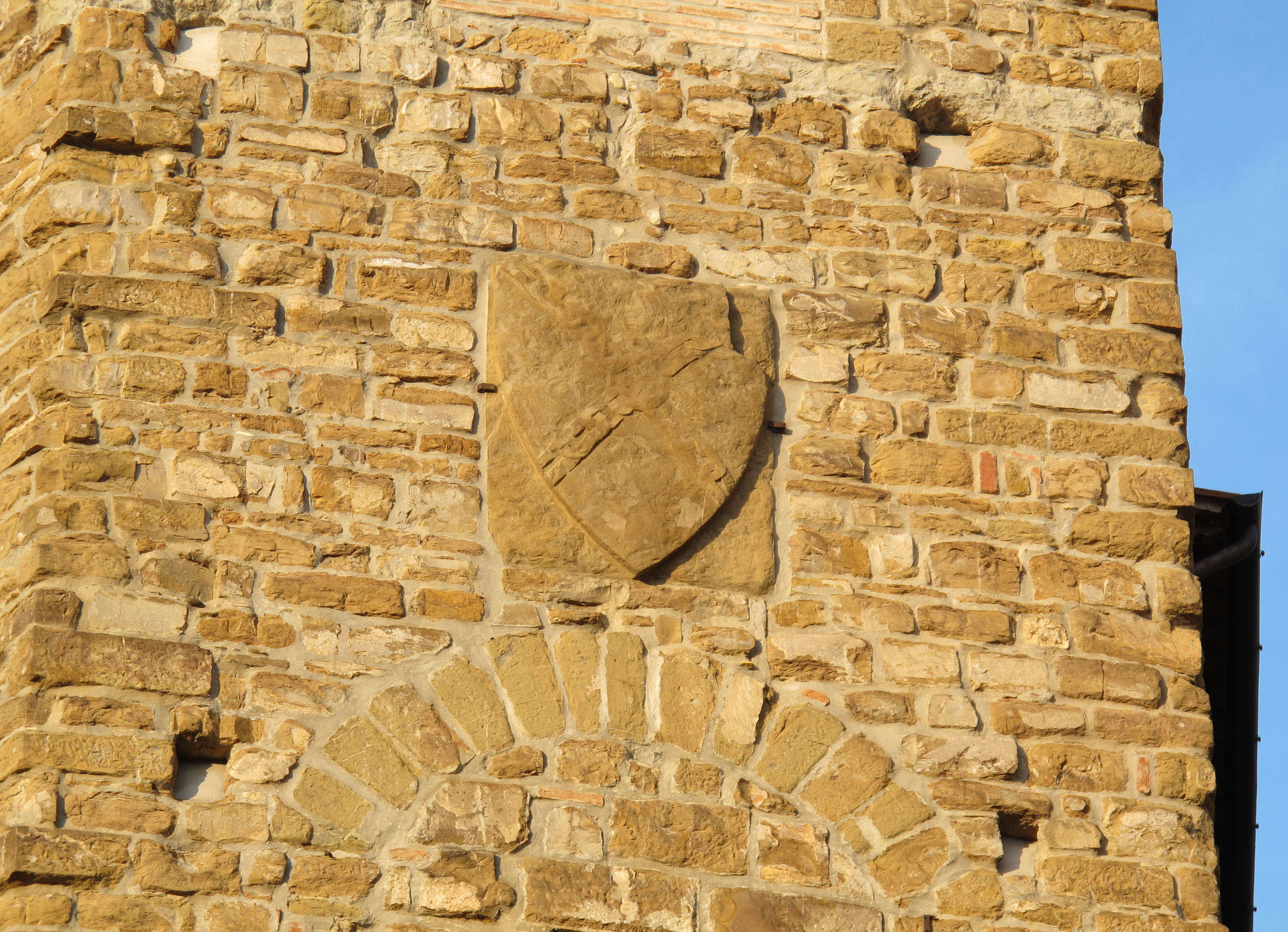
La torre degli Alberti a Firenze, con muratura in filaretto

Il filaretto è un tipo di muratura irregolare tipica dell'edilizia medievale.
Riprendendo una parola dei cavatori che indicava un sottile filone di minerale, la muratura a filaretto consiste nell'accatastare pietre sottili, lasciando a vista il lato di taglio. L'effetto è tipicamente irregolare, e nel tempo lascerà il posto all'uso di bozze più regolari, magari levigate, capaci di imitare il laterizio e, negli esempi più avanzati, creare raffinati giochi geometrici.